# Andreas Wasili
Andreas Wasili (gr. Ανδρέας Βασίλη, ur. 19 października 1971) – cypryjski narciarz alpejski. Uczestnik Zimowych Igrzysk Olimpijskich 1992 w Albertville i Igrzysk 1998 w Nagano.

## Wyniki olimpijskie
| Igrzyska         | Konkurencja            | Czas    | Wynik |
| ---------------- | ---------------------- | ------- | ----- |
| Albertville 1992 | Supergigant mężczyzn   | 1:32.78 | 84.   |
| Albertville 1992 | Slalom gigant mężczyzn | 2:46.26 | 69.   |
| Albertville 1992 | Slalom mężczyzn        | 2:46.67 | 55.   |
| Nagano 1998      | Slalom gigant mężczyzn | –       | DNF   |